# Рин
Рин (пол. Ryn, нім. Rhein) — місто в північно-східній Польщі.
Належить до Гіжицького повіту Вармінсько-Мазурського воєводства.

## Демографія
Демографічна структура станом на 31 березня 2011 року:
|          | Загалом | Допрацездатний вік | Працездатний вік | Постпрацездатний вік |
| -------- | ------- | ------------------ | ---------------- | -------------------- |
| Чоловіки | 1493    | 296                | 1071             | 126                  |
| Жінки    | 1502    | 258                | 935              | 309                  |
| Разом    | 2995    | 554                | 2006             | 435                  |